# European Economic Area Act 1993
Lire en ligne

https://www.legislation.gov.uk/ukpga/1993/51/contents

L'European Economic Area Act 1993 (c. 51) (français : loi de 1993 sur l'Espace économique européen) est une loi du Parlement britannique qui confirme l'accord sur l'Espace économique européen (EEE) signé à Bruxelles le 2 mai 1992 qui prévoit la libre circulation des personnes, des biens, des services et des capitaux au sein du marché unique européen dans le droit britannique et modifie l'European Communities Act de 1972 afin d'incorporer l'accord dans la liste des traités de la Communauté européenne/l'Union européenne. Elle a reçu la sanction royale le 5 novembre 1993.
La loi a été modifiée par l'European Union (Withdrawal) Act de 2018 le 31 janvier 2020.